# 朱木雀空
朱木雀空（あかぎ　しゃっくう）は日本の劇作家・演出家。

## 略歴・人物
2016年に劇団「!ll nut up fam（イルナップファム）」を立ち上げ、年間6~10作品を発表し続けている。その全ての作、演出、衣装を手掛ける。物や生き物を擬人化した作品や、シチュエーションコメディを得意とする。
2年連続で萬劇場短編集「ベストショートストーリー大賞」を受賞。立て続けに2017年に"演劇界の男子校"をキャッチフレーズに、異なる3団体の代表がタッグを組み、BLACK JAM（ブラックジャム）として「Regulations High」3部作を手掛けた。その作品は池袋演劇祭豊島区長賞を受賞している。
その後の2019年には!ll nut up famの姉妹団体として女性だけの世界を描く「Superb Sick Squad（シュパーブシックスクワッド）」を立ち上げ、作品を発表している。
主宰団体の演出以外では、ファゴット奏者蛯沢亮が主宰するハルモニームジークにて、演劇オペラシリーズにおいて全ての脚本と演出を手がける。演劇オペラシリーズはオペラと演劇の融合をテーマに行なっている。

## 作品
- 2019年5月   ハルモニームジークvol.5 『フィガロの結婚』脚本・演出
- 2019年7月   ハルモニームジーク⁩ vol.8『コシ・ファン・トゥッテ』脚本・演出
- 2020年3月   ハルモニームジーク⁩ vol.15『ドンジョバンニ』脚本・演出
- 2020年10月 ハルモニームジーク⁩ vol.20『コシ・ファン・トゥッテ』脚本・演出
- 2021年4月   ハルモニームジーク⁩ vol.26『愛の妙薬』脚本・演出
- 2021年11月 ハルモニームジーク⁩ vol.30『フィガロの結婚』脚本・演出
- 2022年9月　劇団NLT『ホテル・ズー』演出[2]
- 2022年10月 株式会社NLT『Regulation's High!』脚本・演出[3][4][5]
- 2022年11月 演劇オペラ企画『愛の妙薬』脚本・演出
- 2023年7月　株式会社NLT『失物』脚本・演出[6][7][8]